# Louis Édouard Gourdan de Fromentel
 (avril 2013).
Si vous disposez d'ouvrages ou d'articles de référence ou si vous connaissez des sites web de qualité traitant du thème abordé ici, merci de compléter l'article en donnant les références utiles à sa vérifiabilité et en les liant à la section « Notes et références ».
Louis Édouard Gourdan de Fromentel, né le 29 août 1824 à Champlitte (Haute-Saône) et mort le 6 avril 1901 à Bouhans-et-Feurg (Haute-Saône), est un médecin et paléontologue français.

## Biographie
Né en 1824 à Champlitte (Haute-Saône), Louis Édouard Gourdan de Fromentel est le fils d'un ancien capitaine d'infanterie au 94e régiment de ligne. Il commence ses études médicales à Strasbourg où il est préparateur de physique et de chimie à l'école de médecine. Il les poursuit à Paris où il est interne au Val-de-Grâce.
Reçu docteur en médecine en 1849, il épouse Clémence Crestin le 9 décembre 1856 à Voncourt (Haute-Marne). Il s'établit à Gray (Haute-Saône) et se consacre alors à la paléontologie. À la mort d'Alcide Dessalines d'Orbigny (1802-1857), il est parmi les fondateurs du Comité de paléontogie française et entretient de proches relations de travail avec d'autres paléontologues renommés tel que Henry Testot-Ferry (1826-1869), mais également avec des géologues (Louis Pillet), les disciplines étant très liées.
Ainsi, il participe ardemment à l'écriture des 16 derniers volumes de la Paléontologie française jusqu'à sa mort en 1901. Cet ensemble (25 volumes au total) reste fondamental et toujours largement utilisé aujourd'hui par les paléontologues du monde entier.

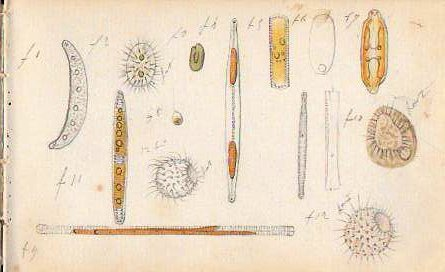
Dessins de protozoaires (carnet de croquis 1866).

Tout en faisant partie de plusieurs sociétés savantes comme la société géologique de France ou la société d'émulation du Doubs, il exerce comme médecin des épidémies et médecin des prisons. Il est vice-président du conseil d'hygiène. Républicain, il siège à la délégation cantonale et au conseil d'arrondissement.
Il reçoit les distinctions de chevalier de la Légion d'honneur (1874), d'officier d'académie (1875) et de chevalier du Mérite agricole. Il est élu le 16 juillet 1874 à l'Académie des sciences, belles-lettres et arts de Savoie, avec pour titre académique Effectif (titulaire).
Il meurt à Bouhans-et-Feurg (Haute-Saône) le 6 avril 1901 où il est enterré.

## Décorations
Chevalier de la Légion d'honneur
 Chevalier de l'ordre des Palmes académiques
 Chevalier de l'ordre du Mérite agricole

## Publications
- 1841 : Terrains crétacés (avec Alcide d'Orbigny et Gustave Cotteau).
- 1849 : sa thèse : Essai sur le suc nourricier et ses modifications pathologiques.
- 1851-1852 : Mémoires sur la fièvre typhoïde d'Achey et de Charentenay.
- 1853 : Le typhus de Margilley.
- 1854 : Une épidémie de fièvre scarlatine.
- 1856 : Note sur les polypiers de l'étage portlandien (société géologique).
- 1857 : Description des polypiers fossiles de l'étage néocomien (Auxerre, in 8°, planches).
- 1858-1861 : Introduction à l'étude des polypiers fossiles (in 8°, planches).
- 1859 : Introduction à l'étude des éponges fossiles (in 4°, planches).
- 1860 : Description des bryozoaires, polypiers et spongitaires de l'infra-lias (société géologique).
- 1861 : Catalogue des spongitaires de l'étage néocomien (Auxerre, in 8°, planches).
- 1861-1862 : Paléontologie Française,
  - terrain crétacé : 16 livraisons, inachevé (in 4°),
  - terrain jurassique (avec M. de Ferry) : 5 livraisons, inachevé.
- 1862 : Description des polypiers fossiles de Sault (description géologique du Vaucluse).
- 1862 : Monographie des polypiers jurassiques supérieurs.
  - 1re partie : étage portlandien (mém. de la soc. linnéenne de Normandie, in 4°).
- 1862 : Description de quelques coralliaires des terrains tertiaires de Madère et des Açores (dans Karl Meyer : die tertiar fauna der Açoren, Zurich, in 4°).
- 1864 : Polypiers coralliens des environs de Gray (mém. de la soc. linnéenne de Normandie, in 4°, planches).
- 1874-1876 : Étude sur les microzoaires ou infusoires proprement dits (Paris, Masson, in 4°, planches).
- 1875 : Description de la colline de Lémenc sur Chambéry (avec M. Pillet, Chambéry).
- Et également :
  - Recherches expérimentales sur la question des générations spontanées (comptes-rendus de l'académie des sciences, 1er août 1864 ; t. LIX),
  - Sur la putréfaction, la gangrène et les microzoaires dits ferments (ib.),
  - Recherches sur la revivification des rotifères, des tardigrades et des anguillules (1875)
  - Description d'un nouveau ventilateur.
  - Lettres à M. Haton de la Goupillière (Gray, Bouffaut, 1889 et 1891, broché, in 8°)

Source : Bulletin de la société grayloise d'émulation, 1901.